# Kelly Oubre
Kelly Paul Oubre, Jr, né le 9 décembre 1995 à La Nouvelle-Orléans en Louisiane, est un joueur professionnel américain de basket-ball mesurant 1,98 m.
Il est, depuis 2023, un joueur des 76ers de Philadelphie en NBA, où il évolue principalement au poste d'ailier.

## Jeunesse
À sa naissance, Kelly Oubre et sa famille ont vécu dans le projet de logements sociaux Magnolia avant de s'installer dans le quartier d'Eastrover à la Nouvelle-Orléans en Louisiane.
Oubre a fréquenté l'école élémentaire Edward Hynes (aujourd'hui connu comme étant l'école Hynes Charter) et a joué pour trois équipes de basket-ball de Milne Boys Home pendant cette période.
La famille Oubre a déménagé à Richmond au Texas après l'ouragan Katrina en 2005,.
Oubre suit ses études au lycée George Bush dans le comté de Fort Bend au Texas avant d'être transféré à Findlay Prep à Henderson au Nevada lors de sa troisième année.
Oubre Jr. est gaucher.

### Carrière universitaire
En octobre 2013, Oubre annonce qu'il s'engage avec les Jayhawks du Kansas.
Durant sa première saison à Kansas, Oubre est nommé à deux reprises "Big 12 Newcomer of the Week" avant d'être ensuite nommé au sein de la All-Newcomer Team.
En 36 matchs, dont 27 titularisations, Oubre enregistre des moyennes de 9,3 points, 5,0 rebonds et 1,1 interception en 21,0 minutes par match. 
Le 1er avril 2015, Oubre se déclare à la draft NBA 2015, après une seule saison à l'université.

## Carrière professionnelle

### Wizards de Washington (2015-2018)
Le 25 juin 2015, il est drafté par les Hawks d'Atlanta à la 15e position. Ses droits de draft sont ensuite transférés aux Wizards de Washington en échange des droits du 19e choix de draft, Jerian Grant et deux seconds tours de draft. Le 16 décembre 2015, il établit son record en carrière avec 18 points (à 6 sur 15 aux tirs) dans la défaite 114 à 95 chez les Spurs de San Antonio. Malgré un temps de jeu limité durant sa première saison, Oubre montre qu'il peut devenir un joueur "3 and D", spécialiste du tir à trois points et de la défense.
Le 28 novembre 2016, Oubre réalise son premier double-double en carrière avec 10 points et 10 rebonds dans la victoire 101 à 95 après prolongation contre les Kings de Sacramento. Le 10 décembre, il bat son record de points en carrière avec 19 points auxquels il ajoute neuf rebonds et trois interceptions dans la victoire 110 à 105 contre les Bucks de Milwaukee. Durant les Playoffs NBA 2017, Oubre est suspendu pour le quatrième match du second tour des playoffs contre les Celtics de Boston à la suite de son expulsion du match 3 pour avoir poussé le joueur des Celtics, Kelly Olynyk.
Durant la saison NBA 2017-2018, Oubre marque plus de 20 points cinq fois, dont son record en carrière avec 26 points le 19 janvier 2018 dans la victoire 122 à 112 contre les Pistons de Détroit. Toutefois, alors qu'il a commencé la saison avec des pourcentages de 44,9 % aux tirs et 40,5 % à trois points sur les 46 premiers matches, Oubre tire seulement à 34,9 % aux tirs et 27,4 % à trois points sur les 35 derniers matches de la saison.
Le 10 décembre 2018, Oubre réalise son meilleur match du début de saison avec 23 points dans la défaite 109 à 101 chez les Pacers de l'Indiana.

### Suns de Phoenix (2018-2020)
Le 16 décembre 2018, il est transféré du côté des Suns de Phoenix en compagnie de son coéquipier Austin Rivers, en échange de Trevor Ariza qui rejoint la franchise de la capitale. Le 19 décembre 2018, il fait ses débuts avec les Suns et marque 13 points dans la victoire 111 à 103 contre les Celtics de Boston. Le 8 janvier 2019, il marque 26 points, son plus grand total dans un match pour la deuxième fois, dans la victoire 115 à 111 contre les Kings de Sacramento. quatre jours plus tard, il marque de nouveau 26 points et prend 11 rebonds (son record en carrière) dans la victoire 102 à 93 contre les Nuggets de Denver. Le 8 février, il marque 25 points et prend 12 rebonds (son record en carrière) dans la défaite 117 à 107 chez les Warriors de Golden State. Le 13 février, il bat son record de points en carrière avec 28 points dans la défaite 134 à 107 chez les Clippers de Los Angeles. Le 4 mars, il marque 27 points et prend 13 rebonds dans la victoire 114 à 105 contre les Bucks de Milwaukee. Le 16 mars, il bat de nouveau son record de points sur un match avec 32 unités dans la victoire 138 à 136 après prolongation contre les Pelicans de La Nouvelle-Orléans. Le 21 mars, il doit mettre un terme à sa saison pour se faire opérer du pouce.
Le 11 juillet 2019, il signe un contrat de 30 millions de dollars s'étalant sur deux saisons avec les Suns de Phoenix,.

### Warriors de Golden State (2020-2021)
Le 16 novembre 2020, il est envoyé au Thunder d'Oklahoma City en compagnie de Ricky Rubio, Ty Jerome, Jalen Lecque et un premier tour de draft 2022 en échange de Chris Paul et Abdel Nader. Trois jours plus tard, il est à nouveau échangé, cette fois-ci aux Warriors de Golden State contre un premier tour de draft 2021.

### Hornets de Charlotte (2021-2023)
En août 2021, il signe un contrat de deux saisons et 25 millions de dollars avec les Hornets de Charlotte.

### 76ers de Philadelphie (depuis 2023)
En septembre 2023, il signe pour une saison aux 76ers de Philadelphie.

## Clubs successifs

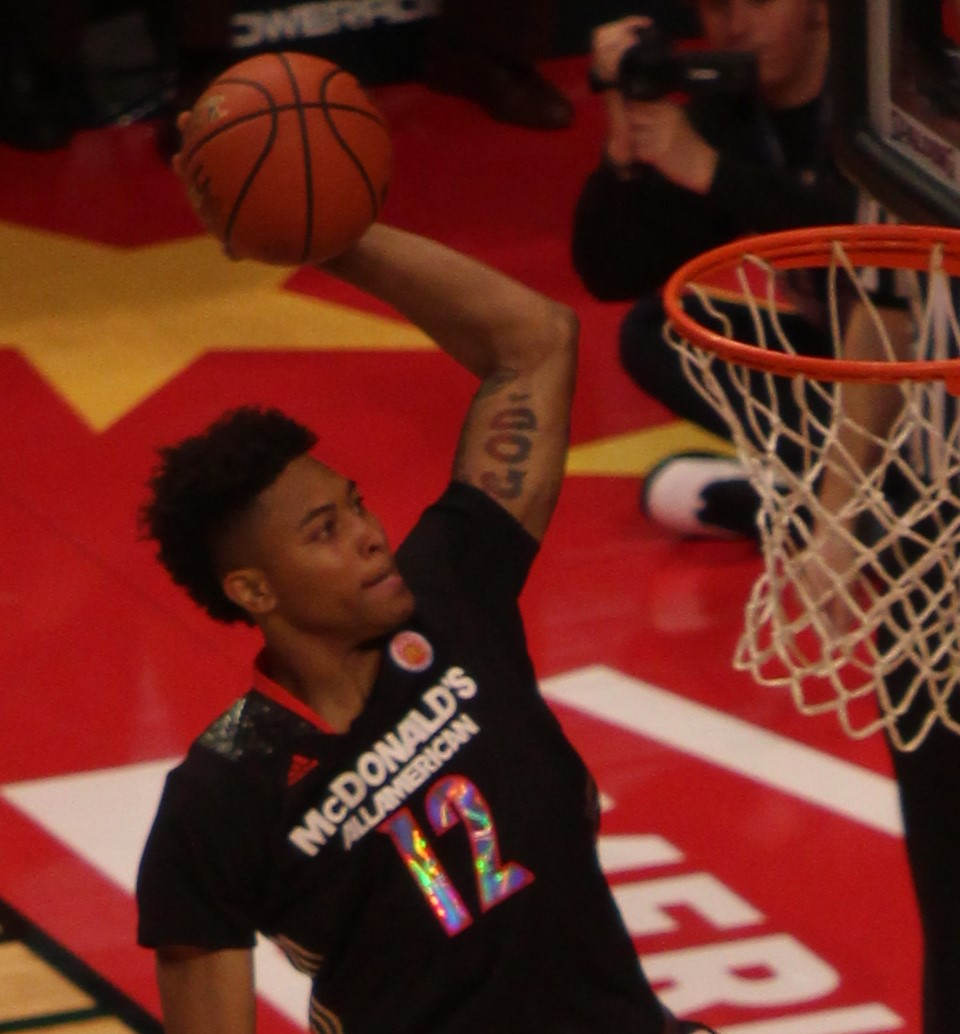
Kelly Oubre en avril 2014.

- 2014-2015 :  Jayhawks du Kansas (NCAA)
- 2015-2018 :  Wizards de Washington (NBA)
- 2018-2020 :  Suns de Phoenix (NBA)
- 2020-2021 :  Warriors de Golden State (NBA)
- 2021-2023 :  Hornets de Charlotte (NBA)
- 2023- :  76ers de Philadelphie (NBA)

## Palmarès
- McDonald's All-American (2014)
- Parade All-American (2014)

## Statistiques

### Universitaires
Les statistiques de Kelly Oubre en matchs universitaires sont les suivantes :
| Saison    | Équipe   | Matchs | Titul. | Min./m | % Tir | % 3pts | % LF | Rbds/m. | Pass/m. | Int/m. | Ctr/m. | Pts/m. |
| --------- | -------- | ------ | ------ | ------ | ----- | ------ | ---- | ------- | ------- | ------ | ------ | ------ |
| 2014-2015 | Kansas   | 36     | 27     | 20,9   | 44,4  | 35,8   | 71,8 | 4,97    | 0,78    | 1,14   | 0,36   | 9,25   |
| Carrière  | Carrière | 36     | 27     | 20,9   | 44,4  | 35,8   | 71,8 | 4,97    | 0,78    | 1,14   | 0,36   | 9,25   |

### Professionnelles

#### Saison régulière NBA
| Saison    | Équipe       | Matchs | Titul. | Min./m | % Tir | % 3pts | % LF | Rbds/m. | Pass/m. | Int/m. | Ctr/m. | Pts/m. |
| --------- | ------------ | ------ | ------ | ------ | ----- | ------ | ---- | ------- | ------- | ------ | ------ | ------ |
| 2015-2016 | Washington   | 63     | 9      | 10,7   | 42,7  | 31,6   | 63,3 | 2,11    | 0,21    | 0,35   | 0,11   | 3,75   |
| 2016-2017 | Washington   | 79     | 5      | 20,3   | 42,1  | 28,7   | 75,8 | 3,30    | 0,59    | 0,73   | 0,22   | 6,34   |
| 2017-2018 | Washington   | 81     | 11     | 27,5   | 40,3  | 34,1   | 82,0 | 4,48    | 1,21    | 0,99   | 0,43   | 11,77  |
| 2018-2019 | Washington   | 29     | 7      | 26,0   | 43,3  | 31,1   | 80,0 | 4,45    | 0,69    | 0,93   | 0,69   | 12,86  |
| 2018-2019 | Phoenix      | 40     | 12     | 29,5   | 45,3  | 32,5   | 76,1 | 4,90    | 1,60    | 1,43   | 0,97   | 16,85  |
| 2019-2020 | Phoenix      | 56     | 55     | 34,5   | 45,2  | 35,2   | 78,0 | 6,40    | 1,50    | 1,30   | 0,70   | 18,70  |
| 2020-2021 | Golden State | 55     | 50     | 30,7   | 43,9  | 31,6   | 69,5 | 6,00    | 1,30    | 1,00   | 0,80   | 15,40  |
| 2021-2022 | Charlotte    | 76     | 13     | 26,3   | 44,0  | 34,5   | 66,7 | 4,00    | 1,10    | 1,00   | 0,40   | 15,00  |
| 2022-2023 | Charlotte    | 48     | 40     | 32,3   | 43,1  | 31,9   | 76,0 | 5,20    | 1,10    | 1,40   | 0,40   | 20,30  |
| 2023-2024 | Philadelphie | 68     | 52     | 30,2   | 44,1  | 31,1   | 75,0 | 5,00    | 1,50    | 1,10   | 0,70   | 15,40  |
| 2024-2025 | Philadelphie | 60     | 57     | 34,6   | 47,0  | 29,3   | 75,1 | 6,10    | 1,80    | 1,50   | 0,50   | 15,10  |
| Carrière  | Carrière     | 655    | 311    | 27,1   | 43,8  | 32,5   | 75,1 | 4,60    | 1,10    | 1,00   | 0,50   | 13,30  |

Mise à jour le 14 juillet 2025

#### Playoffs NBA
| Saison   | Équipe       | Matchs | Titul. | Min./m | % Tir | % 3pts | % LF | Rbds/m. | Pass/m. | Int/m. | Ctr/m. | Pts/m. |
| -------- | ------------ | ------ | ------ | ------ | ----- | ------ | ---- | ------- | ------- | ------ | ------ | ------ |
| 2017     | Washington   | 12     | 0      | 15,4   | 42,6  | 36,7   | 70,0 | 2,33    | 0,33    | 0,83   | 0,42   | 5,83   |
| 2018     | Washington   | 6      | 1      | 24,7   | 37,5  | 21,1   | 88,9 | 3,83    | 0,67    | 1,00   | 0,50   | 9,33   |
| 2024     | Philadelphie | 6      | 6      | 37,3   | 48,4  | 39,1   | 72,7 | 4,00    | 1,70    | 1,80   | 1,20   | 13,20  |
| Carrière | Carrière     | 24     | 7      | 23,2   | 43,4  | 33,3   | 79,5 | 3,10    | 0,80    | 1,10   | 0,60   | 8,50   |

Mise à jour le 14 juillet 2025

## Records sur une rencontre en NBA
Les records personnels de Kelly Oubre en NBA sont les suivants, :
| Type de statistique        | Saison régulière | Saison régulière                  | Saison régulière | Playoffs | Playoffs             | Playoffs      |
| Type de statistique        | Record           | Adversaire                        | Date             | Record   | Adversaire           | Date          |
| -------------------------- | ---------------- | --------------------------------- | ---------------- | -------- | -------------------- | ------------- |
| Points                     | 40               | @ Mavericks de Dallas             | 4 février 2021   | 17       | Knicks de New York   | 2 mai 2024    |
| Paniers marqués            | 14               | 2 fois                            | 2 fois           | 7        | 2 fois               | 2 fois        |
| Paniers tentés             | 25               | @ Pelicans de La Nouvelle-Orléans | 16 mars 2019     | 15       | Knicks de New York   | 28 avril 2024 |
| Paniers à 3 points réussis | 10               | @ Pacers de l'Indiana             | 26 janvier 2022  | 3        | 3 fois               | 3 fois        |
| Paniers à 3 points tentés  | 15               | @ Pacers de l'Indiana             | 26 janvier 2022  | 7        | 4 fois               | 4 fois        |
| Lancers francs réussis     | 12               | Bucks de Milwaukee                | 4 mars 2019      | 7        | @ Raptors de Toronto | 25 avril 2018 |
| Lancers francs tentés      | 17               | Bucks de Milwaukee                | 4 mars 2019      | 7        | 2 fois               | 2 fois        |
| Rebonds offensifs          | 7                | Cavaliers de Cleveland            | 24 janvier 2025  | 3        | 3 fois               | 3 fois        |
| Rebonds défensifs          | 13               | 2 fois                            | 2 fois           | 5        | 3 fois               | 3 fois        |
| Rebonds totaux             | 15               | 3 fois                            | 3 fois           | 7        | 2 fois               | 2 fois        |
| Passes décisives           | 7                | Trail Blazers de Portland         | 24 janvier 2019  | 3        | 2 fois               | 2 fois        |
| Interceptions              | 8                | @ Trail Blazers de Portland       | 30 décembre 2024 | 5        | @ Hawks d'Atlanta    | 28 avril 2017 |
| Contres                    | 5                | Heat de Miami                     | 18 mars 2024     | 2        | 2 fois               | 2 fois        |
| Balles perdues             | 6                | @ Warriors de Golden State        | 10 mars 2019     | 2        | 3 fois               | 3 fois        |
| Minutes jouées             | 47               | @ Pelicans de La Nouvelle-Orléans | 5 décembre 2019  | 43       | Knicks de New York   | 2 mai 2024    |

- Double-double : 36
- Triple-double : 0

Dernière mise à jour : 7 février 2025

## Salaires

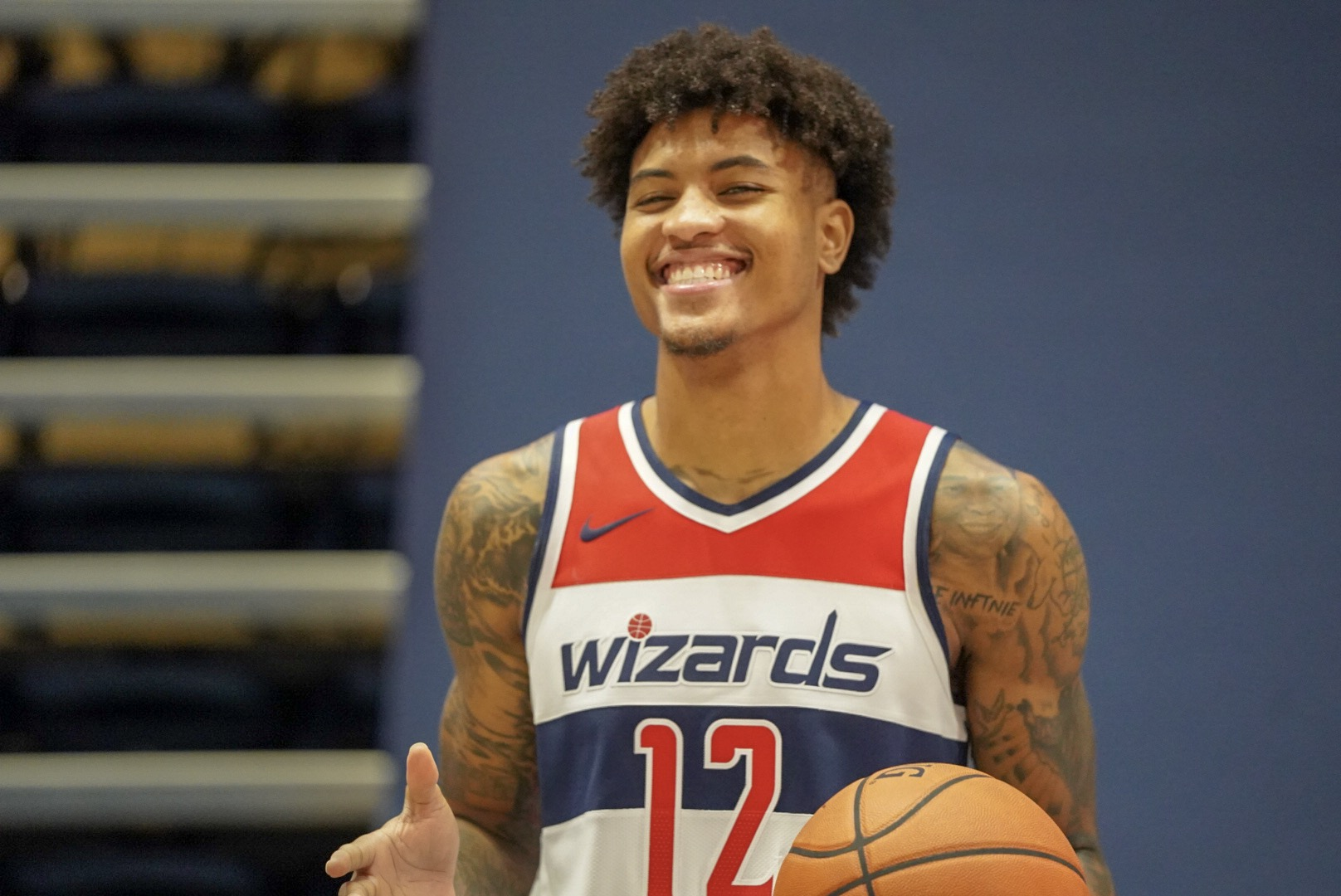
Kelly Oubre en septembre 2018.

Les gains de Kelly Oubre en NBA sont les suivants :
| Saison      | Équipe                   | Salaire      |
| ----------- | ------------------------ | ------------ |
| 2015-2016   | Wizards de Washington    | 1 920 240 $  |
| 2016-2017   | Wizards de Washington    | 2 006 640 $  |
| 2017-2018   | Wizards de Washington    | 2 093 040 $  |
| 2018-2019   | Suns de Phoenix          | 3 208 630 $  |
| 2019-2020   | Suns de Phoenix          | 15 625 000 $ |
| Total Gains | Total Gains              | 24 853 550 $ |
| 2020-2021   | Warriors de Golden State | 14 375 000 $ |